# 久保匠
久保 匠（くぼ たくみ、1993年8月20日 - ）は、日本の実業家。株式会社すくらむ創業者、同代表取締役CEO。

## 来歴
1993年北海道旭川市生まれ。札幌山の手高等学校、日本福祉大学卒業。大学卒業後、愛知県知多半島に拠点を置く福祉系NPO法人に就職し、障害者支援、地域包括ケアシステム構築に携わる。その中で、制度の狭間のニーズを解決するため、ファンドレイザーとしてのキャリアを志す。2018年、日本ファンドレイジング協会に入職、在職中に修士（経営管理）を取得した。2022年1月に独立。ソーシャル・ビジネス、スタートアップ、NPO等の資金調達、事業創造、社会的インパクトマネジメント支援、クロスセクター連携創出を行う。社会的投資、融資、助成金等の資金提供業務、Social Impact BondやPay for Successを活用した成果連動型の公民連携事業にも取り組む。また、スタートアップや非営利組織の役員・アドバイザー、中京大学講師、経済産業省 北海道経産局事業『成長型中小企業等研究開発支援事業 オープンイノベーション・技術開発促進事業』専門家等も務める。2025年「株式会社すくらむ」を設立。代表取締役CEOに就任する。道内・道外、営利・非営利のバランスを保ち、クライアント約30社に対し、事業づくりや資金調達、組織マネジメント、その他プロジェクトのマネジメントの支援をしている。

## 事業活動
一般社団法人ちくだいKIPと北海道河西郡中札内村と連携し、北海道初のSocial Impact Bond利用となる、中札内村運動教室委託業務「フィットジャーニー」を2024年に開始した。
2025年に「インパクトキューブファンド」を創設、共同代表に就任。同ファンドは、資金投資、事業創造支援、社会的インパクトマネジメント支援、バックヤード支援、コミュニティ資金調達支援などを行い、投資先とともに成長することを目指している。